# Grubenottern
Die Grubenottern (Crotalinae) stellen eine Unterfamilie der Vipern (Viperidae) in der Unterordnung der Schlangen (Serpentes) dar. Der deutsche Name bezieht sich auf die bei allen Arten der Unterfamilie vorhandenen paarigen wärmeempfindlichen Grubenorgane am vorderen Oberkiefer, die den Schlangen ein dreidimensionales Wärmebild vermitteln. Dadurch können sie auch bei Dunkelheit warmblütige Beutetiere wahrnehmen. Grubenottern sind in Eurasien und Amerika verbreitet.

## Merkmale
Die meisten Grubenottern sind kräftig gebaut. Die größten Grubenottern sind die südamerikanischen Buschmeister (Lachesis), die bis zu 3,0 m Gesamtlänge erreichen können; die meisten Arten bleiben jedoch deutlich unter 2,0 m Gesamtlänge.
Grubenottern haben wie alle Vipern relativ lange und aufrichtbare Giftzähne. Die meisten Grubenottern haben im Gegensatz zu den übrigen Vipern einen spezialisierten Muskel, den Muscularis pterygoides glandulae zwischen einem Schädelknochen (Ektopterygoid) und den Giftdrüsen. Durch die Kontraktion dieses und eines weiteren Muskels wird das Gift aus den Giftdrüsen gedrückt.
Gemeinsames Merkmal aller Grubenottern sind die namengebenden, paarigen Grubenorgane, die sich im Bereich der Loreale am vorderen Oberkiefer zwischen Nasenlöchern und Augen befinden. Es handelt sich um grubenartige Vertiefungen, die durch eine etwa 15 Mikrometer dicke und sehr gut durchblutete Membran in zwei Stockwerke unterteilt sind. Als Wärmerezeptoren dienen in der Membran zahlreiche sehr feine Enden des Nervus trigeminus. Diese Rezeptoren sind im Infrarotbereich bei Wellenlängen von etwa 1 und 3 Mikrometer bis etwa 1 mm empfindlich. Sie messen Temperaturänderungen, dabei reicht eine Temperaturerhöhung um nur 0,003 °C für eine Erregung aus. Die Grubenorgane vermitteln der Schlange ein dreidimensionales Wärmebild der Umgebung, so dass sie auch bei Dunkelheit warmblütige Beutetiere wahrnehmen kann.
Einige Arten haben über den Augen horn- oder stachelartige Schuppen. Die Funktion dieser Schuppen ist ungeklärt, vermutet wird eine Tarnfunktion durch optische Auflösung der Augenpartie oder ein Schutz des Auges bei der Fortbewegung unter der Erde oder durch dichte Vegetation.

## Verbreitung
Grubenottern sind in Eurasien und Amerika verbreitet, in Europa kommt jedoch nur eine Art, die Halysotter, vor. In Asien reicht das Verbreitungsgebiet der Crotalinae vom Nord- und Ostrand des Kaspischen Meeres und dem Transkaukasus nach Osten bis zum Pazifik und Japan und nach Südosten bis zu den Philippinen. Das Verbreitungsgebiet der Halysotter (Gloydius halys) erstreckt sich vom Fluss Ural bis zum Mittellauf des Huang Ho in China und umfasst damit auch den äußersten Osten Europas.
Außerdem sind Grubenottern in Nord- und Südamerika verbreitet, wo sie die einzigen Vertreter der Vipern sind. Die stärksten adaptiven Radiationen gab es innerhalb der Klapperschlangen in den USA und Mexiko, der Palmlanzenottern in Mittelamerika, der Amerikanischen Lanzenottern in Südamerika sowie innerhalb der Bambusottern (Trimeresurus) in Südasien.

## Gattungen
Die hier dargestellte Gattungsliste folgt im Wesentlichen Campbell und Lamar sowie der Reptile Database, die 280 Arten in der Unterfamilie der Grubenottern führt.
Im Jahr 2004 wurde aufgrund einer molekulargenetischen und morphologischen Untersuchung die Aufteilung der Gattung Trimeresurus in sieben Gattungen (Trimeresurus, Parias, Cryptelytrops, Peltopelor, Viridovipera, Popeia, Himalayophis und Garthius) vorgeschlagen. David et al. folgen dieser Aufteilung in einer Untersuchung von 2011 jedoch nicht. Die ehemaligen Gattungen Ermia und Triceratolepidophis sind nach Orlov ein Synonym zu Protobothrops. Die genaue Systematik der Grubenottern ist noch Gegenstand aktueller Forschung.
- Dreieckskopfottern (Agkistrodon)

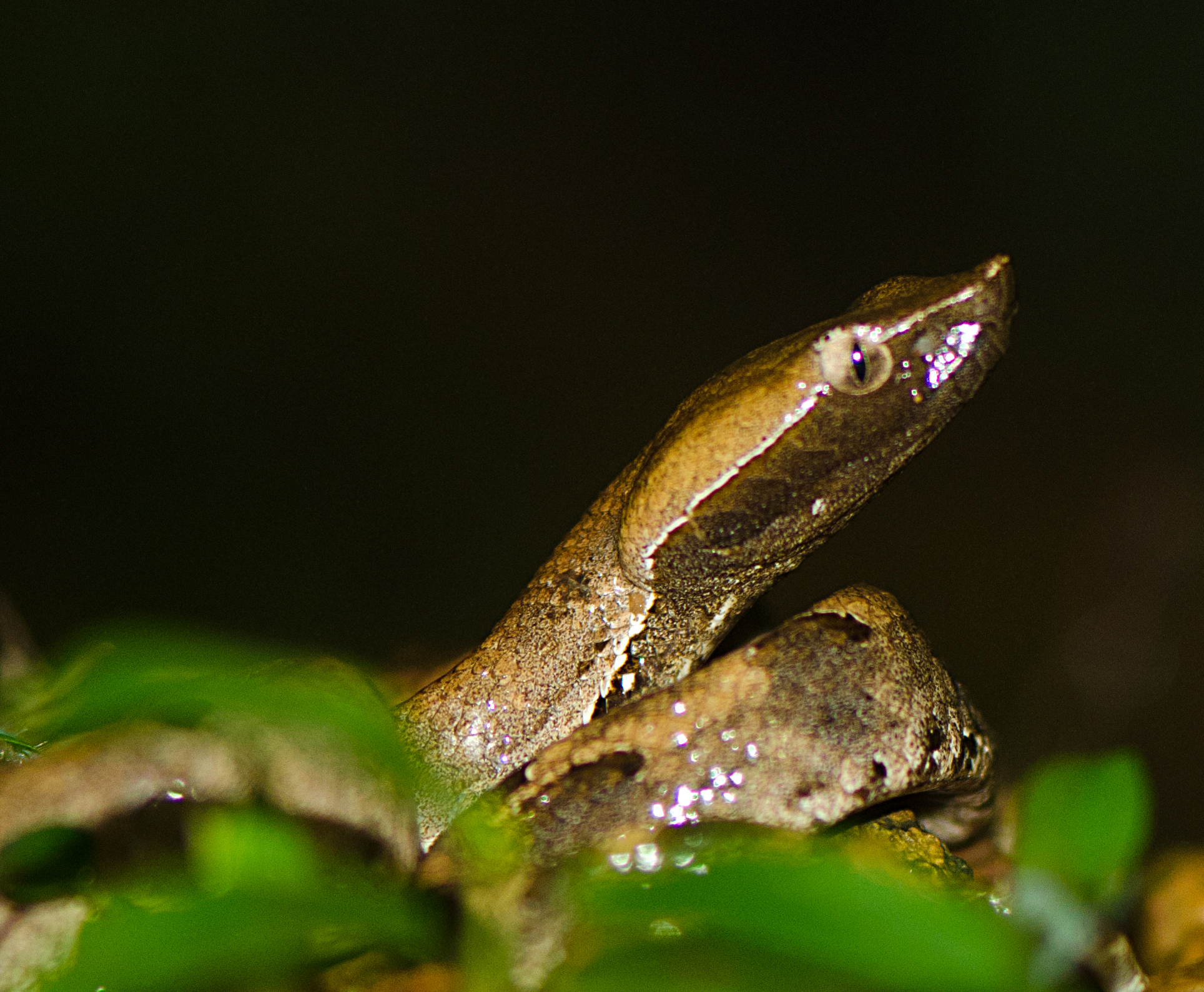
Indische Nasenotter (Hypnale hypnale)

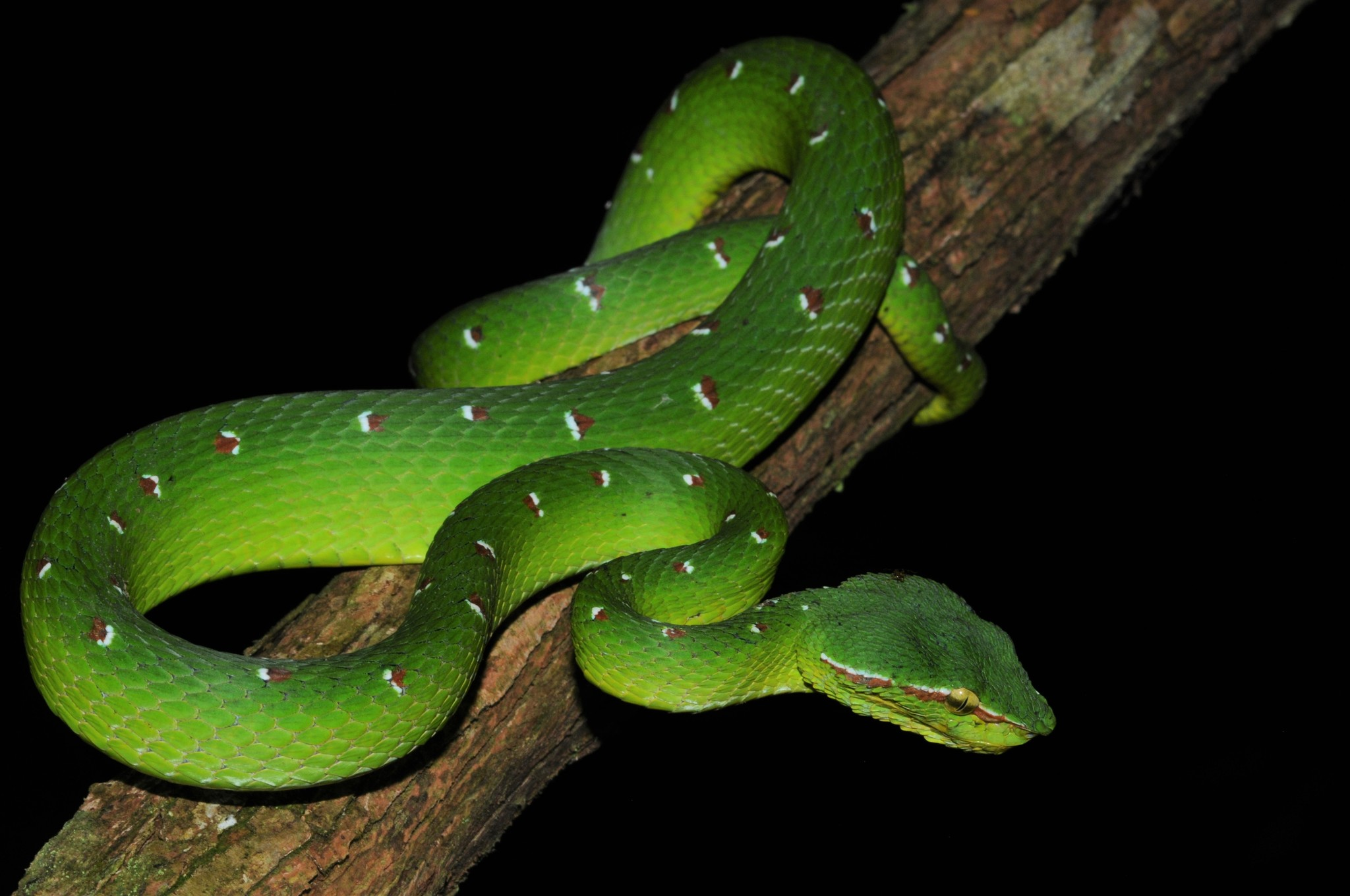
Waglers Lanzenotter (Tropidolaemus wagleri)

- Springende Lanzenottern (Atropoides)
- Palmlanzenottern (Bothriechis)
- Waldlanzenottern (Bothriopsis)
- Krötenkopf-Lanzenottern (Bothrocophias)
- Amerikanische Lanzenottern (Bothrops)
- Malayische Mokassinotter (Calloselasma)
- Berggrubenottern (Cerrophidion)
- Klapperschlangen (Crotalus)
- Craspedocephalus
- Chinesische Nasenotter (Deinagkistrodon)
- Garthius
- Halysottern (Gloydius)
- Ceylon-Nasenottern (Hypnale)
- Buschmeister (Lachesis)
- Nördliche Springlanzenottern (Metlapilcoatlus)
- Mixcoatlus
- Mexikanische Horn-Lanzenottern (Ophryacus)
- Ovophis
- Hakennasen-Lanzenottern (Porthidium)
- Protobothrops
- Zwergklapperschlangen (Sistrurus)
- Bambusottern (Trimeresurus)
- Tempelottern (Tropidolaemus)

## Lebensweise
Einige Arten sind aquatisch und eine Reihe von Arten und Gattungen ist baumlebend, der überwiegende Teil der Grubenottern ist jedoch bodenbewohnend.
Die Nahrung besteht wie bei anderen Vipern überwiegend aus terrestrischen Wirbeltieren, wobei in vielen Gattungen ein Wechsel der Beute im Laufe des Wachstums festzustellen ist. Während Jungtiere überwiegend Reptilien und Amphibien sowie Wirbellose erbeuten, wird mit zunehmendem Alter der Anteil warmblütiger Wirbeltiere wie Vögel und vor allem Säugetiere immer größer. Das Verhalten beim Beutefang ist je nach Art und Gattung unterschiedlich und innerhalb der einzelnen Taxa meist sehr konstant. Die Arten der Gattungen Atropoides, Bothriechis und Lachesis halten Nagetiere nach dem Biss fest. Große Individuen der Gattungen Crotalus und Bothrops lassen hingegen die Beute nach dem Biss sofort wieder los und verfolgen dann die Spur des gebissenen Tieres. Einige Arten halten Frösche oder Eidechsen nach dem Biss fest, lassen aber Säuger sofort wieder los. Bei anderen Arten ist dieser Wechsel altersabhängig: Jungtiere halten die gebissenen Amphibien und Reptilien fest, während adulte Tiere Säuger nach dem Biss loslassen.
Wie bei vielen anderen Schlangengruppen gibt es auch bei den Grubenottern Kommentkämpfe zwischen Männchen um Weibchen. Der überwiegende Teil der Gattungen und Arten ist lebendgebärend (vivipar), in Amerika sind nur die Buschmeister eierlegend. Die Weibchen vieler Arten betreuen oder bewachen offenbar ihre Jungen noch einige Tage nach der Geburt.

## Gift
Die Toxingemische der Grubenottern sind die mit Abstand komplexesten natürlichen Gifte. Sie enthalten eine Mischung von Enzymen, niedermolekularen Polypeptiden, Metallionen und anderen, in ihrer Funktion bisher kaum verstandenen Komponenten. Entsprechend vielfältig sind die Wirkungen dieser Gifte. Dabei wird zwischen lokalen und den ganzen Körper betreffenden (systemischen) Symptomen unterschieden.

### Lokale Wirkungen
Typische lokale Symptome sind vor allem starke Schmerzen, Rötungen und Schwellungen, die sich auf die gesamte gebissene Gliedmaße und den benachbarten Rumpf ausdehnen, sowie kleine oder große Blasen, die klare oder blutig-seröse Flüssigkeit enthalten. Häufig entstehen schwere Nekrosen, insbesondere des Muskelgewebes.

### Systemische Wirkungen
Das Gift zahlreicher Arten wirkt hämolytisch und durch Metalloproteinasen hämorrhagisch (Blutgefäße zerstörend). Häufig enthält das Gift thrombinähnliche Enzyme (TLEs), die eine Veränderung der Blutgerinnungsvorstufe Fibrinogen und hierdurch eine pathologische Aktivierung der Blutgerinnung bewirken. Dies führt über weitere Schritte zum schnellen Verbrauch der Gerinnungsfaktoren und wirkt daher gerinnungshemmend (Verbrauchskoagulopathie).
Darüber hinaus sind Arten bekannt, deren Giftsekret neurotoxische Bestandteile enthält. Diese besitzen jedoch häufig keine klinische Relevanz. Ein Vertreter mit potenten Neurotoxinen ist beispielsweise Crotalus durissus terrificus, eine Unterart der Schauer-Klapperschlange. Eine präsynaptische Blockade der Reizweiterleitung führt hierbei zur Paralyse.